# Mansfield (Louisiana)
Mansfield ist eine Stadt und Parish Seat des De Soto Parish im US-amerikanischen Bundesstaat Louisiana. Das U.S. Census Bureau hat bei der Volkszählung 2020 eine Einwohnerzahl von 4714 ermittelt.
Mansfield ist Teil der sozioökonomischen Region Ark-La-Tex, die Teile der vier Bundesstaaten Arkansas, Louisiana, Oklahoma und Texas umfasst.

## Geographie
Mansfield liegt im Nordwesten des Bundesstaates Louisiana, etwa 28 Kilometer von der texanischen Grenze entfernt. Etwa 25 Kilometer südwestlich der Stadt befindet sich der Sabine National Forest, etwa 80 Kilometer östlich der Kisatchie National Forest.
Nahegelegene Städte sind unter anderem Grand Cane (9 km nordwestlich), Stonewall (25 km nordwestlich) und Shreveport (40 km nördlich).

## Geschichte
Am 8. April 1864 wurde unter der Leitung von General Richard Taylor in Mansfield die Schlacht bei Mansfield ausgetragen. Diese Schlacht zog 42.000 Soldaten von ihrer Eroberung Shreveports ab, sie bewegten sich südwärts nach New Orleans. Heute wird der Schlacht vier Kilometer südlich der Stadt in der Mansfield State Historic Site gedacht.
1855 wurde das erste Frauenkolleg westlich des Mississippi River, das Mansfield Female College. gegründet. Finanzielle Schwierigkeiten sowie die Kriegsgefahren ließen von 1864 bis 1865, dem Ende des Amerikanischen Bürgerkrieges, keinen Lehrbetrieb zu. Während dieser Zeit fungierte das Gebäude als Krankenhaus für verletzte Soldaten. 1930 wurde das College dem Centenary College of Louisiana in Shreveport angeschlossen und beendete seinen lokalen Lehrbetrieb endgültig. Seit 2003 beherbergt das Gebäude ein Museum.
Der Film The Great Debaters, der 2007 erschien, wurde zum Teil in Mansfield gedreht. Das Filmgeschehen findet zwar im texanischen Marshall statt, wurde aber in der Innenstadt Mansfields gedreht. Unter anderem Denzel Washington und Forest Whitaker wirkten mit.

## Verkehr
Die Stadt wird von Westen nach Osten vom U.S. Highway 84 durchlaufen, der von Pagosa Springs in Colorado nach Valdosta in Georgia führt. Von Norden nach Süden durch das Stadtgebiet verläuft der U.S. Highway 171 von Shreveport nach Lake Charles. Etwa 13 Kilometer östlich der Stadt verläuft die Interstate 49 von Shreveport nach Lafayette.

## Demographie
Die Volkszählung 2010 ergab eine Bevölkerungszahl von 5001 Menschen, verteilt auf 2500 Haushalte und 1450 Familien. Die Bevölkerungsdichte lag bei fast 586 Menschen pro Quadratkilometer. 64,3 % der Bevölkerung waren Schwarze, 34,1 % Weiße, 1,6 % Hispanics oder Lateinamerikaner, 0,3 % Asiaten und 0,1 % Indianer. 0,5 % entstammten einer anderen Ethnizität, 0,8 % hatten zwei oder mehr Ethnizitäten. Das Durchschnittsalter lag bei 35 Jahren, das Pro-Kopf-Einkommen betrug fast 20.000 US-Dollar, womit über ein Drittel der Bevölkerung unterhalb der Armutsgrenze lebten.

## Persönlichkeiten
- Der frühere Baseball-Spieler Vida Blue wurde in Mansfield geboren. Er war von 1969 bis 1983 in der Major League Baseball aktiv und gewann unter anderem dreimal die World Series.
- Joshua Logan, ein Film- und Theaterregisseur, verbrachte große Teile seiner Kindheit in Mansfield.
- Der Politiker und Abgeordnete des Repräsentantenhauses der Vereinigten Staaten, Joseph Barton Elam, arbeitete ab 1880 bis zu seinem Tod als Anwalt in Mansfield.